# ليز غلين
ليز غلين (بالإنجليزية: Liz Glynn)‏ هي فنانة تنصيبية أمريكية، ولدت في 1981 في بوسطن في الولايات المتحدة.